# Cloruro de nitroblue tetrazolium
El cloruro de nitroblue tetrazolium, también conocido como nitroazul de tetrazolio o simplemente NBT (Nitro blue tetrazolium), es un compuesto químico de fórmula molecular C40H30Cl2N10O6. Está formado por la unión de dos grupos tetrazol. Entre otros usos tiene aplicaciones en immunología experimental y en inmunoensayos, donde se utiliza frecuentemente para detectar la formación de anión superóxido y combinado con 5-bromo-4-cloro-3'-indolfosfato para marcar el sitio de actividad de la enzima fosfatasa alcalina. 
En ambas reacciones el NBT cumple el rol de oxidante, el estado reducido del NBT se llama formazano (o formazán) y es un compuesto insoluble en agua de color azul muy intenso, prácticamente negro. También tiene aplicaciones en el ensayo del estallido respiratorio de las células fagocíticas y como sustrato indicador de numerosos ELISA.

## Reacciones donde se utiliza el NBT
El NBT es un oxidante poderoso en medio acuoso, en especial en condiciones ácidas, por lo que debe tratarse con mucho cuidado para evitar su reducción una vez disuelto, manteniéndolo al abrigo de la luz y el calor. La reacción se encuentra favorecida por la formación de un precipitado insoluble que inclina el equilibrio hacia la derecha.
El NBT se utiliza comúnmente como indicador redox; normalmente participa en reacciones aceptando cuatro electrones y dos protones para pasar a su forma reducida insoluble, el formazano, que es de color azul intenso.
Bajo determinadas condiciones esta reacción es reversible (medio básico oxidante).
El uso más frecuente del NBT es como sustrato indicador de la formación de superóxido, aunque puede acoplarse a otras reacciones de oxidorreducción, como por ejemplo en las técnicas que aprovechan la actividad de la fosfatasa alcalina.
En esta última reacción se utiliza un sustrato orgánico fosfatado, el BCIP (5-bromo-4-cloro-3-indolil fosfato), que bajo la acción de la enzima pierde su grupo fosfato. El bromo-cloro-indolilo liberado sufre primero una reacción de tautomerización y luego es oxidado por el NBT a DDIW (5,5'-dibromo-4,4'-dicloro indigo white) un tinte también insoluble de un intenso color violeta. La combinación de ambas reacciones aumenta la definición y la sensibilidad de las pruebas. La reacción NBT/BCIP se utiliza también para ensayos colorimétricos o espectrofotométricos de la actividad enzimática de muchas oxidorreductasas. Es el sustrato preferido en los ensayos de tipo ELISPOT.
Otra de las aplicaciones es en ensayos de tipo inmunoblot, por ejemplo para la detección de determinadas enzimas en una electroforesis en gel, o para determinar cada uno de los componentes en los complejos enzimáticos de la cadena transportadora de electrones de las mitocondrias.

## Utilidad clínica

### Inmunohistoquímica
En inmunohistoquímica tiene una amplia aplicación el uso de anticuerpos conjugados con enzimas que funcionan como marcadores; entre las enzimas más frecuentes se encuentran la peroxidasa de rábano picante (HRP por HorseRadish Peroxidase) y la fosfatasa alcalina. En ambos casos se aprovecha la formación de un producto coloreado que revela el sitio de unión al anticuerpo.

### Ensayo de funcionalidad del estallido respiratorio
El NBT se utiliza también en un ensayo, particularmente efectivo para el diagnóstico de enfermedad granulomatosa crónica y de otras enfermedades causadas por desórdenes en el mecanismo del estallido respiratorio de las células fagocíticas. En estas enfermedades existe un defecto en la oxidasa de NADPH, por el cual las células fagocíticas son incapaces de producir especies reactivas de oxígeno (H2O2, HO2) o los radicales (HO-) necesarios para matar a los microorganismos fagocitados. Como resultado, los microorganismos continúan vivos dentro del fagocito, lo que causa entre otras cosas infecciones recurrentes y la formación de granulomas.
Las células que son capaces de producir el estallido respiratorio lo son también de reducir el NBT, principio en el cual se basa el ensayo. Las células se exponen a una disolución que contiene NBT y un estimulante de la fagocitosis, tal como el PMA, y luego se observan al microscopio. Las células que produjeron el estallido respiratorio muestran gránulos intensamente coloreados de negro (las vesículas fagocíticas donde se produjo la reducción del NBT). En el ensayo se hace un recuento del porcentaje de células fagocíticas coloreadas sobre el número total de células fagocíticas; a mayor número de células coloreadas, mejor es la funcionalidad microbicida del paciente. Los intervalos de referencia para esta técnica usualmente varían entre 80% y 100% de células activadas tras el ensayo. Porcentajes menores pueden indicar un defecto en la capacidad de producción de especies reactivas de oxígeno.